# Mündigkeit (Philosophie)

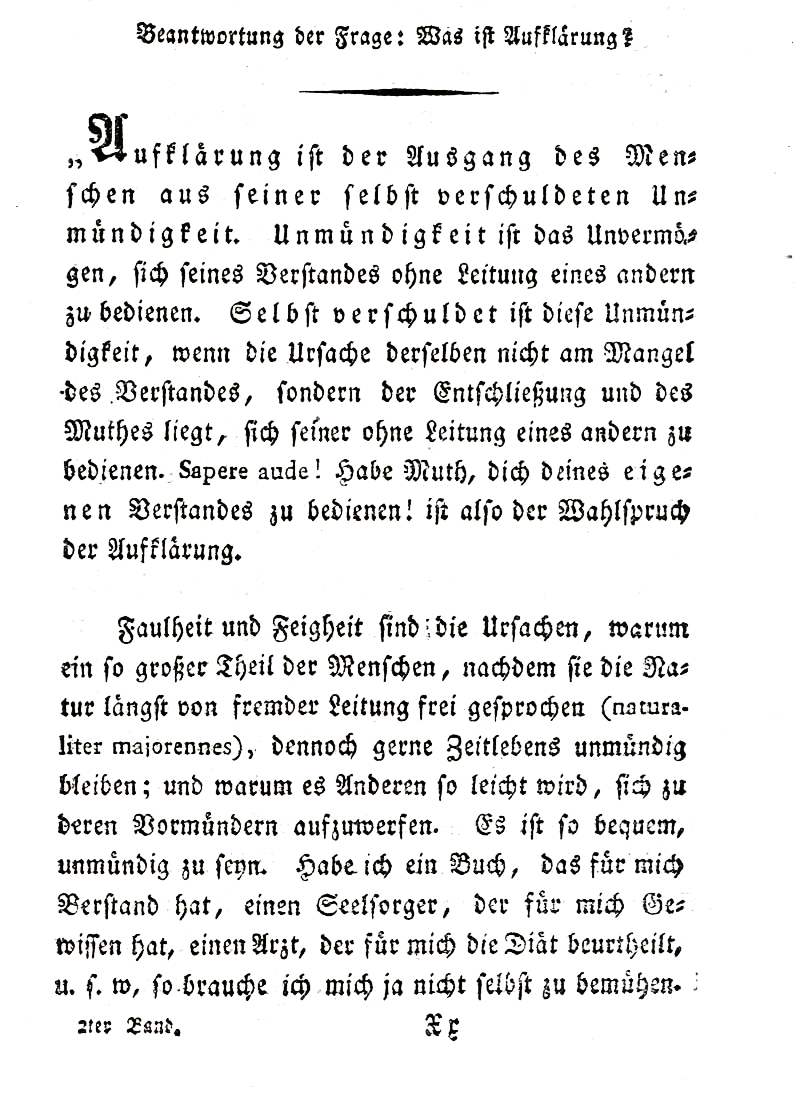
Immanuel Kant: Beantwortung der Frage: Was ist Aufklärung?

Mit Mündigkeit wird seit der Philosophie der Aufklärung ein inneres und äußeres Vermögen zur Selbstbestimmung und Eigenverantwortung verbunden. Mündigkeit ist ein Zustand der Unabhängigkeit. Sie besagt, dass man für sich selbst sprechen und sorgen kann. Mündigkeit wird oft mit dem Begriff der Emanzipation in Zusammenhang gebracht.

## 18. Jahrhundert: Aufklärung
Seit Immanuel Kant hat der Begriff Mündigkeit eine philosophiegeschichtliche Bedeutung. In seinem berühmten Beitrag Beantwortung der Frage: Was ist Aufklärung? in der Berlinischen Monatsschrift von 1784 schreibt Kant:

„Aufklärung ist der Ausgang des Menschen aus seiner selbst verschuldeten Unmündigkeit. Unmündigkeit ist das Unvermögen, sich seines Verstandes ohne Leitung eines anderen zu bedienen. Selbstverschuldet ist diese Unmündigkeit, wenn die Ursache derselben nicht am Mangel des Verstandes, sondern der Entschließung und des Mutes liegt, sich seiner ohne Leitung eines anderen zu bedienen. ‚Sapere aude! Habe Mut, dich deines eigenen Verstandes zu bedienen!‘ ist also der Wahlspruch der Aufklärung.“

Die Aufklärung projiziert den Prozess des Erwachsenwerdens von der Unmündigkeit zur Volljährigkeit auf die allgemeine Menschheitsgeschichte. Der Begriff der Mündigkeit dient als ein zentrales Instrument der Legitimation, um Geschichte als Fortschritt zu immer mehr Freiheit zu begreifen, er erhält so geschichtsphilosophische Bedeutung.
An anderer Stelle heißt es in Kants Text im Sinne eines klaren Aufrufs zur Emanzipation: „Daß der bei weitem größte Teil der Menschen (darunter das ganze schöne Geschlecht) den Schritt zur Mündigkeit außer dem, daß er beschwerlich ist, auch für sehr gefährlich halte: dafür sorgen schon jene Vormünder, die die Oberaufsicht über sie gütigst auf sich genommen haben.“

## 20. Jahrhundert: Kritische Moderne
Nach der kulturhistorischen Totalkatastrophe des Nationalsozialismus und des Holocausts erhielt der Begriff Mündigkeit in der gesellschaftlichen Debatte eine erneute Aktualität. Laut Theodor W. Adorno ist er eng mit Demokratie verbunden. Der mündige Bürger ist Voraussetzung für die freie Willensbildung und das Fördern individueller Kritikfähigkeit, um Konformitätszwang und Autoritätsdenken zu überwinden und totalitäre Systeme am Entstehen zu hindern.

Da aber der "Systemzwang von Wirtschaft und Gesellschaft (..) und die manipulative Kraft der seichten Unterhaltung" in der Kulturindustrie der Mündigkeit entgegenstehen, muss die Bildung diese Aufgabe übernehmen. Diese reformierte Pädagogik soll aber nicht in der kollektiven Menschenformung durch Ideale von außen bestehen, sondern eben in der Herstellung eines kritischen Bewusstseins. 
"Mit der Voraussetzung von Demokratie, Mündigkeit, gehört Kritik zusammen. Mündig ist der, der für sich selbst spricht, weil er für sich selbst gedacht hat und nicht bloß nachredet; der nicht bevormundet wird. Das erweist sich aber in der Kraft zum Widerstand gegen vorgegebene Meinungen und, in eins damit, auch gegen nun einmal vorhandene Institutionen, gegen alles bloß Gesetzte, das mit seinem Dasein sich rechtfertigt. Solcher Widerstand, als Vermögen der Unterscheidung des Erkannten und des bloß konventionell oder unter Autoritätszwang Hingenommenen, ist eins mit Kritik, deren Begriff ja vom griechischen krino, Entscheiden, herrührt. Wenig übertreibt, wer den neuzeitlichen Begriff der Vernunft mit Kritik gleichsetzt." (Adorno zitiert nach)
Mithilfe einer Erziehung zur Autonomie und Selbstreflexion, die auch und vor allem die Auseinandersetzung mit der faschistischen Vergangenheit beinhaltete, sollte in der Zukunft die Wiederholung von Auschwitz unmöglich gemacht werden.